# Feel the Love
Feel the Love (deutsch Spüre die Liebe) ist ein Lied des britischen Quartetts Rudimental in Zusammenarbeit mit John Newman im Stile von Drum and Bass. Es wurde erstmals am 14. Mai 2012 unter anderem in Großbritannien veröffentlicht. Das Musikstück besitzt einen Wobble Bass, ein vom Mainstream eher dem Dubstep zugeordnetes Element. Der Song feierte seine Premiere am 29. März 2012 in der Radioshow von Zane Lowe bei BBC Radio 1. Auch wurde er von ihm als „Hottest Record in the World“ ausgewählt. Musik und Text stammen von Amir Izkadeh, Kesi Dryden, John Newman und Piers Aggett, produziert nur von Amir Izkadeh, Kesi Dryden und Piers Aggett.

## Musikvideo
Das offizielle Musikvideo wurde erstmals am 12. April 2012 auf Rudimentals YouTube-Channel veröffentlicht. In ihm geht es um Jugendliche, die auf Pferden, welche sonst geschlachtet worden wären, das Reiten lernen. Das Video wurde in Philadelphia gedreht und hat auf YouTube eine Länge von vier Minuten und einer Sekunde. Regisseur war Bob Harlow.

## Rezensionen
Das Lied bekam durchwegs positive Kritik. Neben Zane Lowe von BBC Radio 1, der ihn als Hottest Record of the World am 29. März 2012 auswählte, ihn als Single of the Week betitelte und meinte, dass Feel the Love alle Gründe dafür hätte, ein Sommerhit zu werden, wurde der Titel von VIVA als All Eyes On-Titel eine Zeit lang vor der Werbung gezeigt. Sie beschrieben Feel the Love so: „Das Londoner Kollektiv "Rudimental" mixt gekonnt Dubstep, Drum and Bass und elektronische Klänge und erschafft so eine neue Welt, die uns mega gut gefällt! […] Für die zweite Single "Feel The Love" holten sie sich John Neman ins Boot und prompt [sic] wurde das Stück von BBC Radio 1 zur "Hottest Record In The World" gekürt. Das muss erst mal jemand nachmachen. […]“. Robert Copsey von Digital Spy hielt den Song für „hymnisch, erhebend und absolut meschugge“. Das würde aber gut funktionieren. Er vergab fünf Sterne.

## Kommerzieller Erfolg

### Chartplatzierungen
| ChartsChartplatzierungen     | Höchstplatzierung | Wochen |
| ---------------------------- | ----------------- | ------ |
| Deutschland (GfK)            | 59 (6 Wo.)        | 6      |
| Österreich (Ö3)              | 14 (16 Wo.)       | 16     |
| Vereinigtes Königreich (OCC) | 1 (67 Wo.)        | 67     |

| ChartsJahrescharts (2012)    | Platzierung |
| ---------------------------- | ----------- |
| Vereinigtes Königreich (OCC) | 16          |

| ChartsJahrescharts (2013)    | Platzierung |
| ---------------------------- | ----------- |
| Vereinigtes Königreich (OCC) | 98          |

### Auszeichnungen für Musikverkäufe
| Land/Region                  | Auszeichnungen für Musikverkäufe (Land/Region, Auszeichnung, Verkäufe) | Verkäufe  |
| ---------------------------- | ---------------------------------------------------------------------- | --------- |
| Australien (ARIA)            | 3× Platin                                                              | 210.000   |
| Belgien (BRMA)               | Gold                                                                   | 15.000    |
| Irland (IRMA)                | Gold                                                                   | 7.500     |
| Neuseeland (RMNZ)            | 4× Platin                                                              | 120.000   |
| Vereinigtes Königreich (BPI) | 3× Platin                                                              | 1.800.000 |
| Insgesamt                    | 2× Gold · 10× Platin ·                                                 | 2.152.500 |

| Land/Region     | Auszeichnungen für Musikverkäufe (Land/Region, Auszeichnung, Verkäufe) | Verkäufe  |
| --------------- | ---------------------------------------------------------------------- | --------- |
| Dänemark (IFPI) | Gold                                                                   | 900.000   |
| Norwegen (IFPI) | Platin                                                                 | 3.000.000 |
| Insgesamt       | 1× Gold · 1× Platin ·                                                  | 3.900.000 |